# Stevie Wright
Stephen Carlton Wright, detto Stevie (Leeds, 20 dicembre 1947 – Moruya, 27 dicembre 2015), è stato un cantante britannico.
Negli anni '60 è stato il frontman del gruppo australiano The Easybeats.

## Biografia
Nato in Inghilterra, si è trasferito con la famiglia in Australia da piccolo.
Nel 1964 ha fondato il gruppo The Easybeats, insieme a George Young, Harry Vanda, Dick Diamonde e Gordon "Snowy" Fleet. La band, attiva fino al 1969, è stata in quel periodo la più importante nell'ambito pop australiano, nonostante tutti i componenti del gruppo avessero origini europee. Nel gruppo, in cui era soprannominato "Little Stevie", era il cantante. Il primo grande successo della band è stato Friday on My Mind, datato 1966.
Nel periodo 1972-1973 è stato membro del cast della versione australiana del musical Jesus Christ Superstar.
Ha firmato un contratto con la Albert Productions nel 1973. 
Nel 1974 ha pubblicato il singolo Evie da solista, a cui ha fatto seguito il primo album in studio Hard Road.
Nel 1975 ha pubblicato il suo secondo album in studio solista Black Eyed Bruiser.
Nel corso della sua carriera fece parte di altri gruppi, tra cui The Stevie Wright Band, ed ha collaborato con il gruppo Flash and the Pan, formato dagli ex-Easybeats Vanda e Young. Per decenni ha avuto problemi di alcol e droga. È deceduto nel 2015 all'età di 68 anni.

## Discografia solista
- 1974 - Hard Road
- 1975 - Black Eyed Bruiser
- 1986 - Facing the Music
- 1989 - The Best from Down Under
- 1991 - Striking It Rich
- 2004 - Definitive Collection